# Vicenza Calcio 1998-1999

## Stagione
Nella stagione 1998-1999, appena due anni dopo la conquista della Coppa Italia 1996-1997, un anno dopo aver disputato la semifinale della Coppa delle Coppe 1997-1998, il Vicenza retrocedette in Serie B classificandosi al diciassettesimo e penultimo posto in campionato con 33 punti realizzati, frutto di 8 vittorie, 9 pareggi e 17 sconfitte. Dopo quattro splendide stagioni a Vicenza, nell'estate 1998 Francesco Guidolin si trasferì all'Udinese. La conduzione tecnica dei biancorossi fu affidata a Franco Colomba. Nel girone di andata arrivarono solo tre vittorie, a fronte di otto sconfitte, venendo chiuso con 15 punti in penultima posizione. Il mercato invernale condusse Pasquale Luiso al Pescara. A inizio febbraio saltò la panchina di Franco Colomba, ma neppure il nuovo allenatore Edy Reja poté fare nulla per evitare l'amara retrocessione. Non servirono alla causa di mantenere la categoria, nemmeno le 10 reti segnate da Marcelo Otero. Così dopo quattro stagioni nella massima serie il Vicenza ritornò in Serie B. Nella Coppa Italia i biancorossi nei sedicesimi eliminarono il Brescia, mentre negli ottavi lasciarono il torneo, eliminati dall'Udinese.

## Divise e sponsor

Il numero dieci Fabio Viviani in azione con la seconda divisa rossa

Lo sponsor tecnico della stagione fu Biemme mentre lo sponsor ufficiale fu Belfe. Dopo nove stagioni ha interrotto il connubio con il Vicenza, lo storico sponsor Pal Zileri.

## Rosa
| N. |                     | Ruolo | Calciatore        |
| -- | ------------------- | ----- | ----------------- |
| 1  | Svizzera (bandiera) | P     | Patrick Bettoni   |
| 22 | Italia (bandiera)   | P     | Pierluigi Brivio  |
| 12 | Italia (bandiera)   | P     | Riccardo Ongarato |
| 13 | Italia (bandiera)   | D     | Massimo Beghetto  |
| 5  | Italia (bandiera)   | D     | Davide Belotti    |
| 6  | Italia (bandiera)   | D     | Davide Drascek    |
| 5  | Italia (bandiera)   | D     | Giuseppe Cardone  |
| 20 | Italia (bandiera)   | D     | Mirko Conte       |
| 18 | Italia (bandiera)   | D     | Giacomo Dicara    |
| 2  | Italia (bandiera)   | D     | Nicola Diliso     |
| 27 | Brasile (bandiera)  | D     | Marco Aurelio     |
| 8  | Uruguay (bandiera)  | D     | Gustavo Méndez    |
| 3  | Italia (bandiera)   | D     | Davide Mezzanotti |
| 24 | Italia (bandiera)   | D     | Giovanni Morabito |
| 30 | Italia (bandiera)   | D     | Raffaele Salzillo |
| 11 | Italia (bandiera)   | D     | Gennaro Scarlato  |
| 21 | Italia (bandiera)   | D     | Lorenzo Stovini   |
| 17 | Italia (bandiera)   | D     | Juri Tamburini    |

| N. |                    | Ruolo | Calciatore                   |
| -- | ------------------ | ----- | ---------------------------- |
| 23 | Italia (bandiera)  | C     | Gabriele Ambrosetti          |
| 3  | Serbia (bandiera)  | C     | Almir Gegić                  |
| 26 | Francia (bandiera) | C     | Ousmane Dabo                 |
| 4  | Italia (bandiera)  | C     | Domenico Di Carlo (capitano) |
| 6  | Italia (bandiera)  | C     | Fabio Firmani                |
| 25 | Italia (bandiera)  | C     | Stefano Mazzocco             |
| 16 | Italia (bandiera)  | C     | Giuliano Melosi              |
| 15 | Italia (bandiera)  | C     | Ottavio Palladini            |
| 7  | Italia (bandiera)  | C     | Marco Schenardi              |
| 16 | Italia (bandiera)  | C     | Ivan Tisci                   |
| 10 | Italia (bandiera)  | C     | Fabio Viviani                |
| 14 | Italia (bandiera)  | C     | Lamberto Zauli               |
| 9  | Italia (bandiera)  | A     | Arturo Di Napoli             |
| 25 | Croazia (bandiera) | A     | Goran Tomić                  |
| 11 | Italia (bandiera)  | A     | Pasquale Luiso               |
| 28 | Italia (bandiera)  | A     | Marco Negri                  |
| 19 | Uruguay (bandiera) | A     | Marcelo Otero                |
| 9  | Italia (bandiera)  | A     | Andrea Mazzuoccolo           |

## Risultati

### Serie A

#### Girone di Andata
| Parma 12 settembre 1998, ore 20:30 1ª giornata | Parma              | 0 – 0 referto | Vicenza | Stadio Ennio Tardini\| Arbitro: \| De Santis (Tivoli) \| |
| Arbitro:                                       | De Santis (Tivoli) |               |         |                                                          |

| Arbitro: | Cesari (Genova) |

|                     |           |                           |
| Padalino 67’ (aut.) | Marcatori | 1’ Batistuta 71’ Oliveira |

| Arbitro: | Bettin (Padova) |

|                                |           |  |
| Polonia 45’ Dionigi 78’ (rig.) | Marcatori |  |

| Arbitro: | Bazzoli (Merano) |

|           |           |  |
| Otero 17’ | Marcatori |  |

| Arbitro: | Racalbuto (Gallarate) |

|           |           |               |
| Zauli 40’ | Marcatori | 45’ Del Piero |

| Arbitro: | Racalbuto (Gallarate) |

|                |           |               |
| R. Mancini 55’ | Marcatori | 30’ Schenardi |

| Arbitro: | Braschi (Prato) |

|                |           |              |
| Otero 23’, 90’ | Marcatori | 29’ Berretta |

| Arbitro: | Farina (Novi Ligure) |

|                                        |           |                |
| Rapaić 28’ Nakata 51’ (rig.) Melli 74’ | Marcatori | 31’ Ambrosetti |

| Arbitro: | Treossi (Forlì) |

|  |           |                                            |
|  | Marcatori | 34’ (rig.), 73’, 77’ Signori 90’ Kolyvanov |

| Genova 22 novembre 1998, ore 14:30 10ª giornata | Sampdoria       | 0 – 0 referto | Vicenza | Stadio Luigi Ferraris\| Arbitro: \| Boggi (Salerno) \| |
| Arbitro:                                        | Boggi (Salerno) |               |         |                                                        |

| Arbitro: | Messina (Bergamo) |

|                |           |  |
| Carparelli 32’ | Marcatori |  |

| Arbitro: | Racalbuto (Gallarate) |

|                  |           |               |
| Luiso 21’ (rig.) | Marcatori | 93’ Silvestre |

| Arbitro: | Tombolini (Ancona) |

|          |           |  |
| Weah 84’ | Marcatori |  |

| Vicenza 20 dicembre 1998, ore 14:30 14ª giornata | Vicenza           | 0 – 0 referto | Venezia | Stadio Romeo Menti\| Arbitro: \| Messina (Bergamo) \| |
| Arbitro:                                         | Messina (Bergamo) |               |         |                                                       |

| Arbitro: | De Santis (Tivoli) |

|                         |           |               |
| Sosa 43’ M. Amoroso 75’ | Marcatori | 7’ Ambrosetti |

| Arbitro: | Messina (Bergamo) |

|           |           |  |
| Luiso 32’ | Marcatori |  |

| Arbitro: | Farina (Novi Ligure) |

|                                             |           |  |
| Di Francesco 6’ Delvecchio 44’ Gautieri 79’ | Marcatori |  |

#### Girone di Ritorno
| Vicenza 24 gennaio 1999, ore 14:30 18ª giornata | Vicenza            | 0 – 0 referto | Parma | Stadio Romeo Menti\| Arbitro: \| Rodomonti (Teramo) \| |
| Arbitro:                                        | Rodomonti (Teramo) |               |       |                                                        |

| Arbitro: | Borriello (Mantova) |

|                |           |  |
| Giulio Falcone | Marcatori |  |

| Arbitro: | Bettin (Padova) |

|                |           |  |
| Ambrosetti 10’ | Marcatori |  |

| Bari 14 febbraio 1999, ore 15:00 21ª giornata | Bari               | 0 – 0 referto | Vicenza | Stadio San Nicola\| Arbitro: \| Rodomonti (Teramo) \| |
| Arbitro:                                      | Rodomonti (Teramo) |               |         |                                                       |

| Arbitro: | Ceccarini (Livorno) |

|                          |           |  |
| N. Amoruso 11’ Conte 29’ | Marcatori |  |

| Arbitro: | Racalbuto (Gallarate) |

|             |           |                                 |
| Cardone 68’ | Marcatori | 48’ Conceição 90’ (aut.) Dicara |

| Arbitro: | Paparesta (Bari) |

|              |           |  |
| De Patre 24’ | Marcatori |  |

| Arbitro: | Tombolini (Ancona) |

|                                         |           |  |
| Zauli 7’ Schenardi 36’ Otero 42’ (rig.) | Marcatori |  |

| Arbitro: | Messina (Bergamo) |

|                                                              |           |                |
| Nervo 2’ Simutenkov 78’ K. Andersson 82’ Ingesson 90’ (rig.) | Marcatori | 42’, 84’ Otero |

| Arbitro: | Racalbuto (Gallarate) |

|           |           |  |
| Otero 33’ | Marcatori |  |

| Arbitro: | Treossi (Forlì) |

|                     |           |  |
| Negri 51’ Otero 73’ | Marcatori |  |

| Arbitro: | Borriello (Mantova) |

|                    |           |                 |
| Ronaldo 42’ (rig.) | Marcatori | 51’ M. Beghetto |

| Arbitro: | Tombolini (Ancona) |

|  |           |                           |
|  | Marcatori | 40’ Bierhoff 72’ Leonardo |

| Arbitro: | Farina (Novi Ligure) |

|               |           |                |
| Valtolina 89’ | Marcatori | 45’, 49’ Otero |

| Arbitro: | Collina (Viareggio) |

|                      |           |                                             |
| Zauli 51’ Dicara 61’ | Marcatori | 36’ (rig.), 45’ (rig.) M. Amoroso 60’ Walem |

| Arbitro: | Cesari (Genova) |

|                              |           |            |
| Di Michele 40’ Vannucchi 88’ | Marcatori | 47’ Méndez |

| Arbitro: | Trentalange (Torino) |

|                |           |                                                               |
| Ambrosetti 79’ | Marcatori | 46’ Paulo Sérgio 62’ Delvecchio 78’ Gautieri 81’ Fábio Júnior |

### Coppa Italia
| Arbitro: | Treossi (Forlì) |

|                                      |           |                            |
| F. Marino 27’ Barollo 53’ Hubner 60’ | Marcatori | 57’ Luiso 90’ (rig.) Otero |

| Arbitro: | Pellegrino (Barcellona Pozzo di Gotto) |

|                                    |           |  |
| Luiso 38’ Diliso 50’ Schenardi 68’ | Marcatori |  |

| Udine 28 ottobre 1998 Ottavi - Andata | Udinese               | 0 – 0 | Vicenza | Stadio Friuli\| Arbitro: \| Racalbuto (Gallarate) \| |
| Arbitro:                              | Racalbuto (Gallarate) |       |         |                                                      |

| Arbitro: | De Santis (Tivoli) |

|  |           |          |
|  | Marcatori | 67’ Sosa |

## Statistiche

### Statistiche di squadra
| Competizione | Punti | In casa | In casa | In casa | In casa | In casa | In casa | In trasferta | In trasferta | In trasferta | In trasferta | In trasferta | In trasferta | Totale | Totale | Totale | Totale | Totale | Totale | DR  |
| Competizione | Punti | G       | V       | N       | P       | Gf      | Gs      | G            | V            | N            | P            | Gf           | Gs           | G      | V      | N      | P      | Gf     | Gs     | DR  |
| ------------ | ----- | ------- | ------- | ------- | ------- | ------- | ------- | ------------ | ------------ | ------------ | ------------ | ------------ | ------------ | ------ | ------ | ------ | ------ | ------ | ------ | --- |
| Serie A      | 33    | 17      | 7       | 4       | 6       | 18      | 20      | 17           | 1            | 5            | 11           | 9            | 27           | 34     | 8      | 9      | 17     | 27     | 47     | -20 |